# Praaga
Praaga is een plaats in de Estlandse gemeente Peipsiääre, provincie Tartumaa. De plaats had al in 2011 geen inwoners meer. In 2021 waren het er ‘< 4’. Toch heeft Praaga nog steeds de status van dorp (Estisch: küla).
De plaats lag tot in oktober 2017 in de gemeente Vara. In die maand werd Vara bij de gemeente Peipsiääre gevoegd.
Praaga ligt aan het Peipusmeer, aan de monding van de rivier Emajõgi. De rivierdelta bij de monding is een moerasgebied, dat een beschermde status heeft (het Emajõe-Suursoo maastikukaitseala).
Tussen Praaga en Viira in de gemeente Luunja ligt het Koosameer (Estisch: Koosa järv) met een oppervlakte van 281,3 ha.

## Geschiedenis
De oude naam voor Praaga is Jõesuu (‘riviermond’). De plaats werd voor het eerst genoemd in 1732 onder de naam Jögge Suu. In 1796 duikt de naam Praga op naast Jöggisu. ‘Praga’ is waarschijnlijk van Russische oorsprong. De vroegere bewoners waren vissers.